# Robert Salis
Pour les articles homonymes, voir Salis.
Robert Salis, né le 24 décembre 1954  à Marseille, est un réalisateur, écrivain et producteur français.

## Biographie
Il a écrit sur la nudité et le corps tel qu'il est, et les sentiments tels que Vivre nu, à la recherche du paradis perdu.
En 2004, il réalise Grande École, long métrage narrant l'histoire de jeunes gens en pleine confusion des sentiments.
De 2014 à 2019, il réalise Rendre la justice, un portrait sur les magistrats français.

## Filmographie

### Réalisateur
- 1980 : Chansons souvenirs
- 1983 : Lettres d'amours perdues
- 1992 : L'Envers du décor : Portrait de Pierre Guffroy
- 1993 : À la recherche du paradis perdu (documentaire)
- 2004 : Grande École
- 2019 : Rendre la justice (documentaire)